# Super Bowl XVIII
Super Bowl XVIII var den 18:e upplagan av Super Bowl, finalmatchen i amerikansk fotbolls högsta liga, National Football League, för säsongen 1983. Matchen spelades den 22 januari 1984 mellan Los Angeles Raiders och Washington Redskins, och vanns av Los Angeles Raiders. De kvalificerade sig genom att vinna slutspelet i konferenserna American Football Conference respektive National Football Conference. Värd för Super Bowl XVIII var Stanford Stadium, Stanford Universitys stadion i Kalifornien.
Lagens quarterbackar, Jim Plunkett för Los Angeles och Joe Theismann för Washington Redskin var båda nominerade för Heisman Trophy 1970, som delas ut till bästa spelare i college football. Jim Plunkett, som då spelade för Stanford Cardnal, fick flest röster och Joe Theisman, som spelade för Notre Dame, fick näst mest. 
I en av pauserna visades reklam för Apples persondator Macintosh, i en reklamfilm kallad 1984, som regisserats av Ridley Scott. Det var enda gången filmen visades på nationell TV i USA som snabbt räknades som en epokavgörande reklamfilm. 